# Asociación Española de Entrenadores de Baloncesto
La Asociación Española de Entrenadores de Baloncesto también conocida por sus siglas AEEB es una entidad que aglutina a más de 3000 técnicos de todas la comunidades autónomas de España y de todas las categorías (desde ACB hasta competiciones de ámbito local), lo que la convierte en la asociación de entrenadores con más miembros del mundo. Su función primordial es la de la formación continua y el reciclaje de entrenadores así como la representación y protección de los intereses de estos en el ámbito del estado español.

## Historia y funcionamiento
Fue fundada en 1973 siendo una de las máximas culpables de la creación de la Asociación Mundial de Entrenadores (WABC por sus siglas en inglés) así como de la constitución de la Unión Europea de Asociaciones de Entrenadores de Baloncesto (EUABC) de la que asumió su presidencia durante el primer mandato.
La asociación tiene fuertes vínculos que la relacionan tanto con organismos como la FEB o el CSD así como con todo tipo de instituciones públicas tales como comunidades autónomas, diputaciones, o ayuntamientos, además de mantener relaciones con organizaciones internacionales como la FIBA o la NBA a través de su participación en la Asociación Europea.
Entrega junto a la Asociación de Clubes de Baloncesto (ACB) el premio al Mejor Entrenador de la ACB.